# Lotta ai Giochi della XI Olimpiade
Le competizioni di lotta dei Giochi della XI Olimpiade si sono svolte presso la Deutschlandhalle di Berlino dal 2 al 5 agosto 1936 per le 7 categorie della lotta libera e dal 6 al 9 agosto 1936 per quanto riguarda le 7 categorie della lotta greco-romana.

## Podi
| Evento                                | Oro                | Argento            | Bronzo                  |
| Greco-romana                          |                    |                    |                         |
| Pesi gallo - 56 kg (dettagli)         | Márton Lőrincz     | Egon Svensson      | Jakob Brendel           |
| Pesi piuma - 61 kg (dettagli)         | Yaşar Erkan        | Aarne Reini        | Einar Karlsson          |
| Pesi leggeri - 66 kg (dettagli)       | Lauri Koskela      | Jozef Herda        | Voldemar Väli           |
| Pesi welter - 72 kg (dettagli)        | Rudolf Svedberg    | Fritz Schäfer      | Eino Virtanen           |
| Pesi medi - 79 kg (dettagli)          | Ivar Johansson     | Ludwig Schweickert | József Palotás          |
| Pesi medio-massimi - 87 kg (dettagli) | Axel Cadier        | Edvīns Bietags     | August Neo              |
| Pesi massimi + 87 kg (dettagli)       | Kristjan Palusalu  | John Nyman         | Kurt Hornfischer        |
| Libera                                |                    |                    |                         |
| Pesi gallo - 56 kg (dettagli)         | Ödön Zombori       | Ross Flood         | Johannes Herbert        |
| Pesi piuma - 61 kg (dettagli)         | Kustaa Pihlajamäki | Frank Millard      | Gösta Jönsson-Frändfors |
| Pesi leggeri - 66 kg (dettagli)       | Károly Kárpáti     | Wolfgang Ehrl      | Hermanni Pihlajamäki    |
| Pesi welter - 72 kg (dettagli)        | Frank Lewis        | Thure Andersson    | Joe Schleimer           |
| Pesi medi - 79 kg (dettagli)          | Émile Poilvé       | Dick Voliva        | Ahmet Kireççi           |
| Pesi medio-massimi - 87 kg (dettagli) | Knut Fridell       | August Neo         | Erich Siebert           |
| Pesi massimi + 87 kg (dettagli)       | Kristjan Palusalu  | Josef Klapuch      | Hjalmar Nyström         |

## Medagliere
| Posizione | Paese          |    |    |    | Totale |
| --------- | -------------- | -- | -- | -- | ------ |
| 1         | Svezia         | 4  | 3  | 2  | 9      |
| 2         | Ungheria       | 3  | 0  | 1  | 4      |
| 3         | Finlandia      | 2  | 1  | 3  | 6      |
| 4         | Estonia        | 2  | 1  | 2  | 5      |
| 5         | Stati Uniti    | 1  | 3  | 0  | 4      |
| 6         | Turchia        | 1  | 0  | 1  | 2      |
| 7         | Francia        | 1  | 0  | 0  | 1      |
| 8         | Germania       | 0  | 3  | 4  | 7      |
| 9         | Cecoslovacchia | 0  | 2  | 0  | 2      |
| 10        | Lettonia       | 0  | 1  | 0  | 1      |
| 11        | Canada         | 0  | 0  | 1  | 1      |
| Totale    | Totale         | 14 | 14 | 14 | 42     |